# Heinz Fischer (Skeletonpilot)
Heinz Fischer ist ein früherer deutscher Skeletonsportler.
Heinz Fischer gehörte gegen Ende der 1980er und Anfang der 1990er Jahre zu den besten deutschen Skeletonpiloten. Er gehörte zu den frühen Teilnehmern des neu eingeführten Skeleton-Weltcup. Zwischen 1990 und 1993 nahm er viermal in Folge an den Skeleton-Weltmeisterschaften teil. 1990 wurde er in Königssee 12., 1991 in Igls Neunter, 1992 in Calgary erneut 12. sowie 1993 in La Plagne 15. National gewann Fischer 1989 hinter Thomas Platzer in Königssee den Vizemeistertitel ebenso wie 1993 in Winterberg hinter Willi Schneider. Bei den Bayerischen Meisterschaften kam Fischer 1991 auf den Zweiten, 1989, 1992, 1993 und 1994 auf den Dritten Platz.